# Sání krve

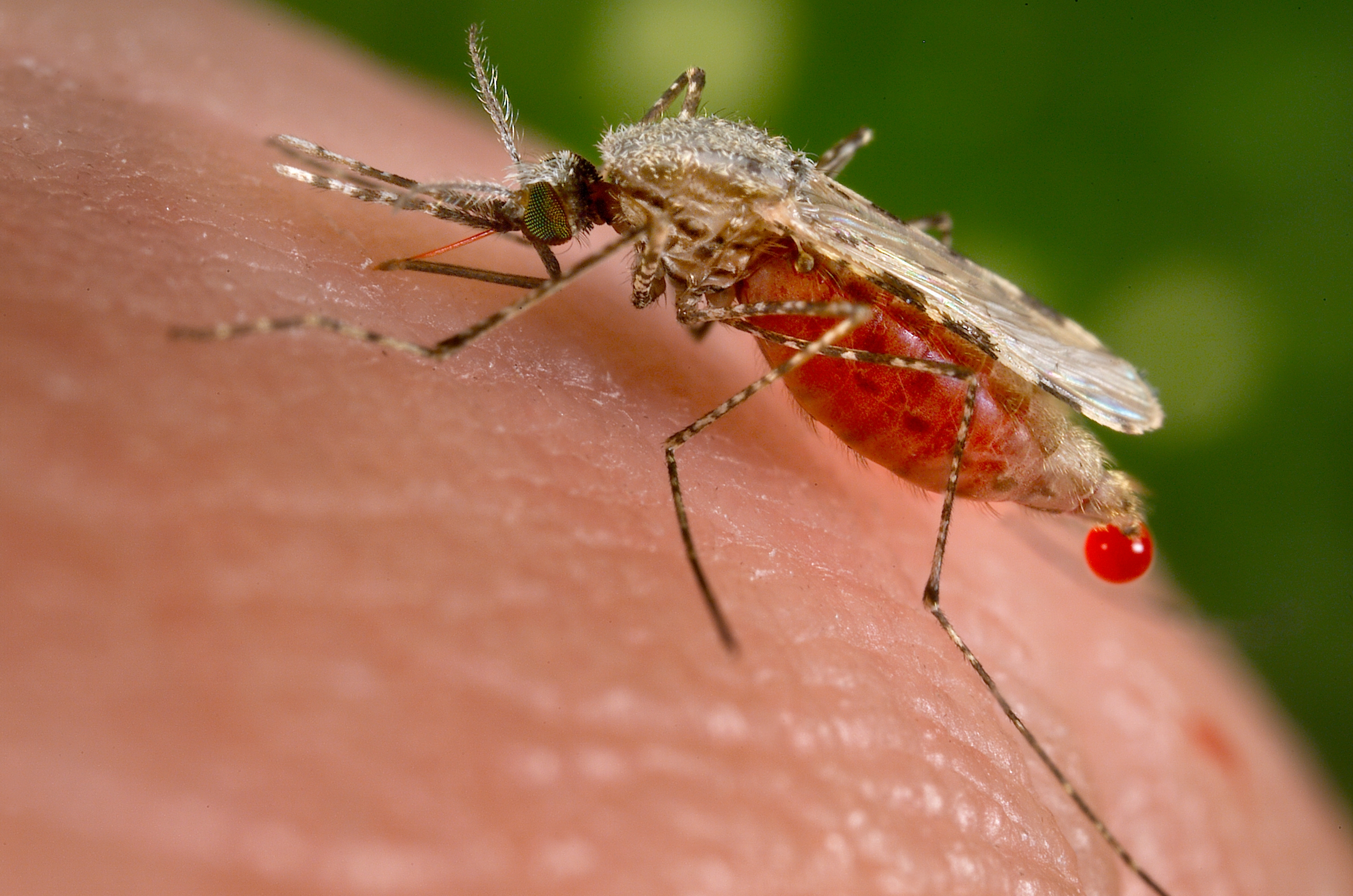
Komár rodu Anopheles

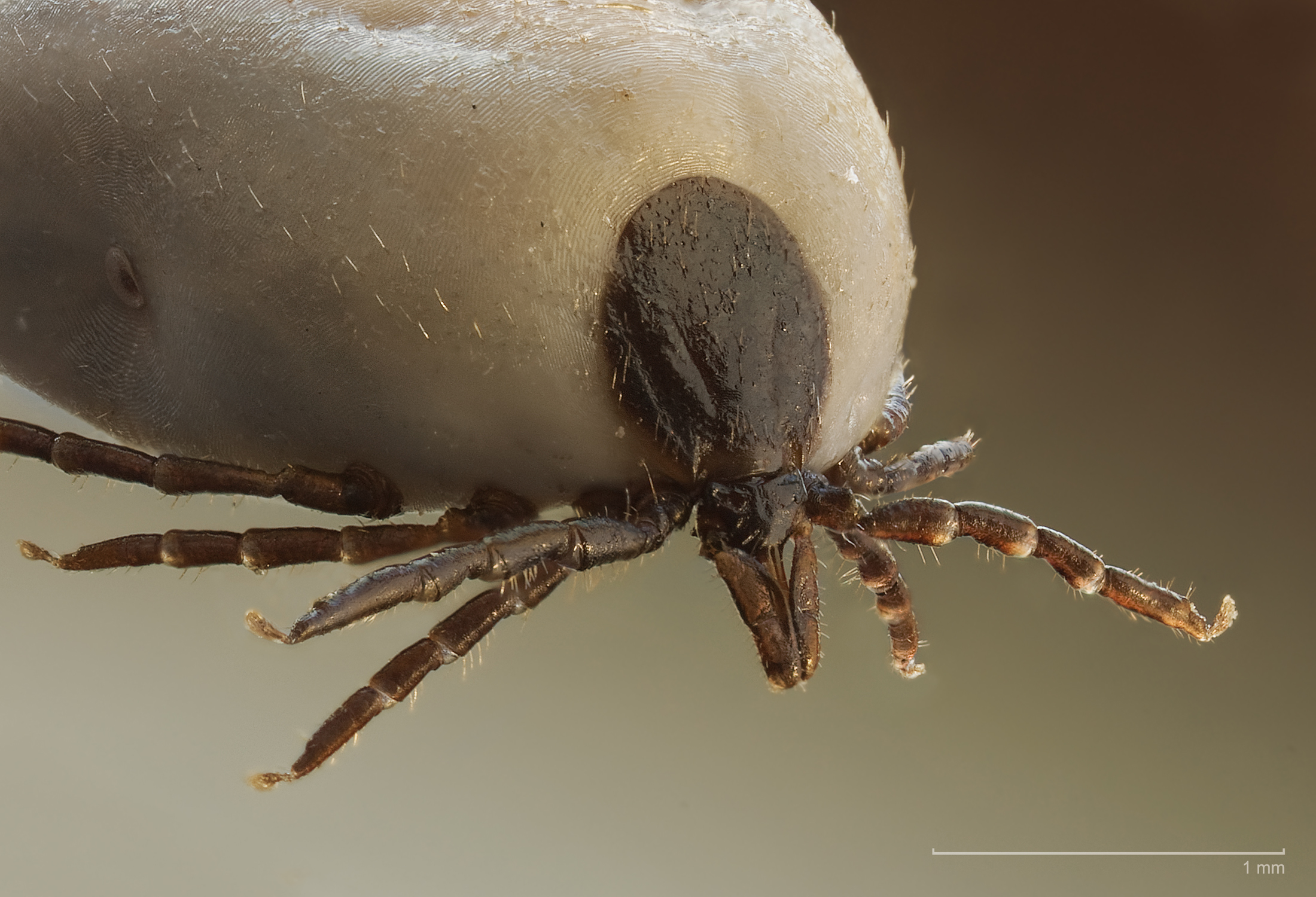
Nasáté klíště rodu Ixodes

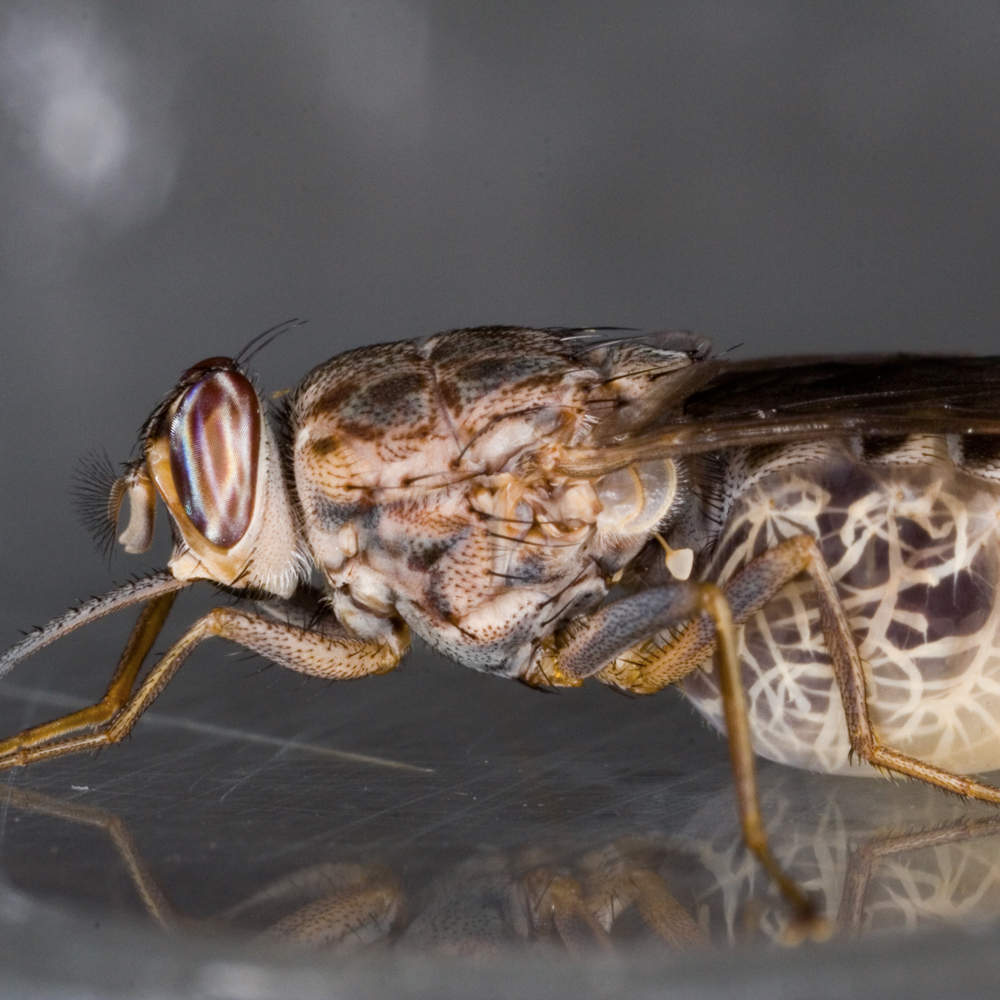
Moucha tse-tse, těhotná samice Glossina morsitans

Sání krve (též hematofágie) je vlastní proces příjmu krve ústním otvorem. Tento způsob vyživování je znám u krevsajícího (hematofágního čili sangvivorního) hmyzu, některých dalších členovců, ale i u dalších živočichů.

## Příjem krve
Celý proces příjmu krve jako potravy je obvykle možné rozdělit do tří fází:
- vyhledání hostitele – parazitičtí členovci se řídí na dálku čichem (pachy, především cítí oxid uhličitý v dechu, kyselinu mléčnou a mastné kyseliny z potu atp.), na blízko si pomáhají paraziti také zrakem nebo pomocí termoreceptorů vnímajících infračervené záření z těla hostitele
- vlastní sání krve – musí se dostatečně rychle nasát, aby přitom nevyvolali obranné chování hostitele; celý proces zahrnuje několik klíčových procesů a začíná nalezením cévy, pokračuje jejím narušením a končí samotným sáním; po celou dobu nesmí dojít k sražení krve ani k zánětu nebo stažení cévy
- trávení krve – nejprve musí být vyloučena přebytečná voda z krve (proces diureze), poté dochází v trávicí soustavě k hemolýze (rozkladu erytrocytů), načež začíná vlastní trávení pomocí hydrolytických enzymů, jako jsou proteázy (trypsin, chymotrypsin)

## Riziko pro hostitele

### Poškození tkání
Spíše vzácně může u některých druhů působit újmu samotné sání. Např. sání blech je bolestivé a způsobuje také alergické reakce. Sání jihoamerických ploštic Triatoma je bezbolestné, ale alergii způsobuje také. Klíšťata v tomto směru také obvykle nepředstavují výraznější riziko, ačkoliv u australského klíštěte Ixodes holocyclus a amerického druhu klíšťat Dermacentor andersoni může i z tohoto hlediska být sání problém pro lidské zdraví.

### Přenos onemocnění
Krevsající živočichové především představují hrozbu v tom, že se jedná o efektivní přenašeče některých infekčních onemocnění, a to jak lidských, tak i nemocí dobytka a divoce žijících zvířat. Následující tabulka zachycuje významná lidská onemocnění, přenášená členovci (nejedná se však o kompletní seznam):
| Přenašeč                                             | Nemoc |
| Roztoči                                              | |
| roztoč Ornithodoros                                  | návratná horečka |
| klíště Dermacentor                                   | tularémie, horečka Skalistých hor, Q horečka, Coloradská klíšťová horečka, ehrlichióza                                            |
| klíště Ixodes                                        | babesióza, lymská borelióza, klíšťová encefalitida                                                                                |
| Hmyz                                                 | |
| veš šatní (Pediculus humanus)                        | skvrnitý tyfus, zákopová horečka, návratná horečka                                                                                |
| různé druhy blech                                    | mor, myší skvrnivka, dipylidiáza                                                                                                  |
| krevsající ploštice Triatoma a Panstrongylus         | Chagasova choroba |
| moucha tse-tse                                       | africká trypanosomiáza (spavá nemoc)                                                                                              |
| muchničky Simulium                                   | onchocerkiáza (říční slepota) |
| ovádi Chrysops                                       | tularémie |
| mouchy Phlebotomus a Lutzomyia                       | leishmanióza, bartonelóza |
| rozliční komáři (např. rody Culex, Aedes, Anopheles) | malárie, žlutá horečka, horečka Dengue, východní koňská encefalitida a další druhy virových encefalitid, filariázy, dirofilariáza |